# Kirsten Flagstadová
Kirsten Flagstadová, rodným jménem Kirsten Målfrid Flagstad (12. července 1895, Hamar, Norsko – 7. prosince 1962, Oslo, Norsko) byla norská sopranistka, později mezzosopranistka. Je považována za přední představitelku wagnerovských rolí, v nichž vystupovala na světových operních scénách.

## Život
Narodila se v roce 1895 v norském městě Hamaru. Oba její rodiče byli profesionální hudebnící; otec Michael Flagstad (1869–1930) byl dirigent a matka Maja, učitelka zpěvu a pianistka, byla zároveň i její první učitelkou hudby. Ve studiích zpěvu pokračovala v Oslu u Ellen Schyte-Jacobsenové a ve Stockholmu u Dr. Gillise Bratta. Od svého operního debutu v roce 1913 v Oslu, ztvárnila mnoho rolí v operách, operetách a muzikálech nejprve ve Skandinávii a později i v Evropě a USA.
V roce 1940 plánovala omezit svoje zahraniční pracovní závazky a chtěla se vrátit do Norska. Její plány ale narušila německá okupace Norska a Dánska a návrat do vlasti se jí podařil až v roce 1941. Její druhý manžel měl ale obchodní kontakty s Němci a po 2. světové válce byl odsouzen za kolaboraci a uvězněn. Stín špatné pověsti padl i na jeho ženu Kirsten Flagstadovou a trvalo několik let, než se jí podařilo očistit svoji pověst. Po smrti manžela se znovu rozjela do světa a svým uměním si získávala obdiv i víru ve svůj charakter.
V roce 1958 byla jmenována první ředitelkou Norské státní opery a baletu (Den Norske Opera & Ballett). Zemřela v Oslu v roce 1962. V roce 1985 bylo v jejím rodném domě v Hamaru otevřeno muzeum Kirsten Flagstadové.

## Pěvecká kariéra
Debutovala v Oslu v roce 1913 a ve Skandinávii zůstala až do roku 1933, kdy poprvé vystoupila na Hudebních slavnostech v Bayreuthu v roli Sieglinde ve Valkýře skladatele Richarda Wagnera. V této roli se pak představila s velkým úspěchem v Metropolitní opeře v New Yorku v roce 1935. Další úspěch pro ni znamenala role Isoldy v opeře téhož autora Tristan a Isolda. Tu pak ztvárnila mnohokrát, mezi nejzdařilejší se řadí inscenace z roku 1952, dirigovaná Wilhelmem Furtwänglerem. S tímto německým dirigentem spolupracovala Kirsten Flagstadová často, například při vystoupení v inscenaci Der Ring v milánské La Scale v roce 1950, nebo ve Fideliovi na Salcburském festivalu o rok později. 22. května 1950 vystoupila v Royal Albert Hall v Londýně ve světové premiéře posledního díla Richarda Strausse Vier letzte Lieder, op. 150. V roce 1951 slavila úspěch v opeře Dido a Aeneas skladatele Henryho Purcella na scéně londýnského divadla Mermaid Theatre.

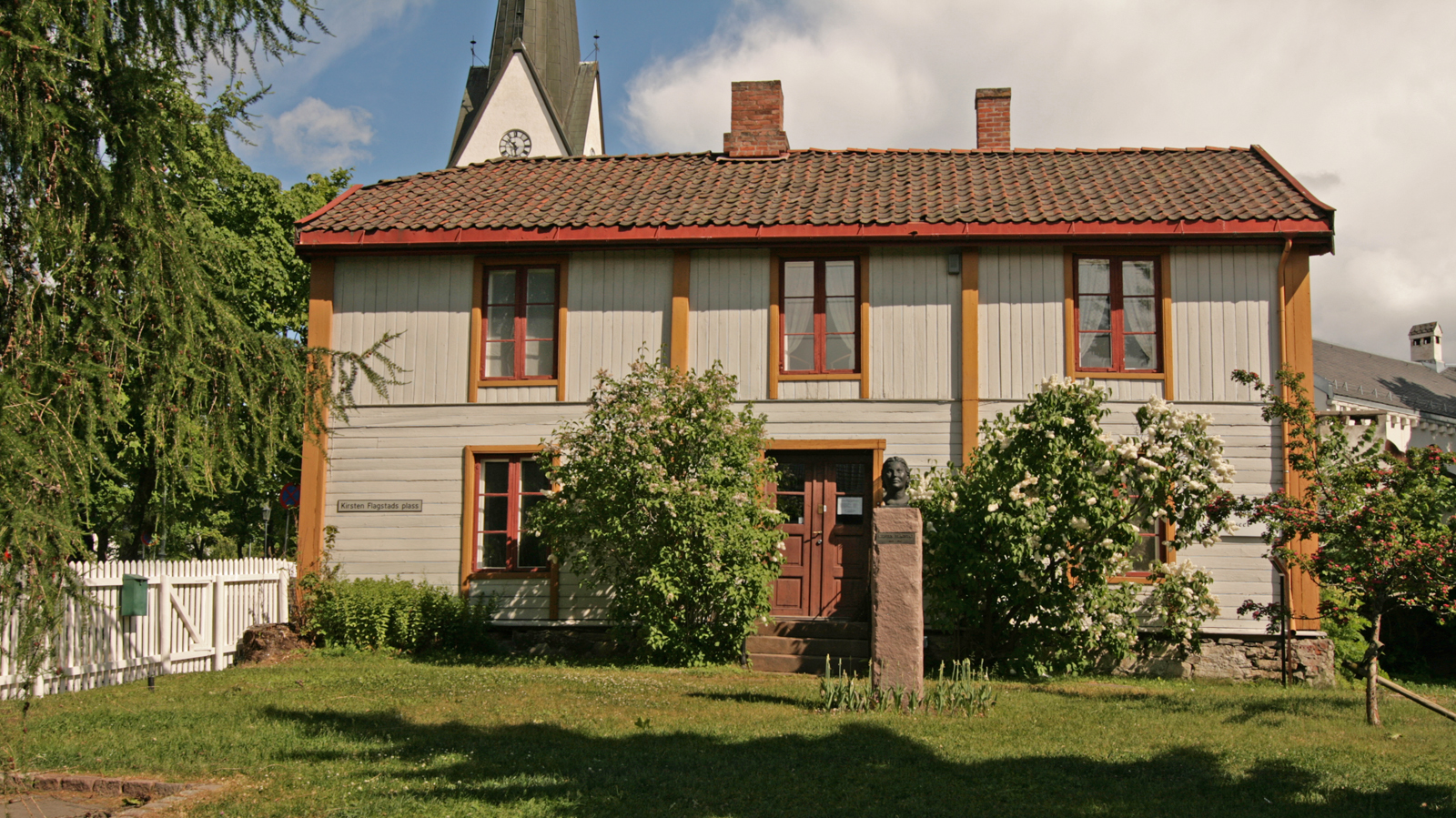
Muzeum Kirsten Flagstadové v jejím rodném domě v Hamaru

V letech 1948 – 1951 vystupovala též v Royal Opera House v Londýně. V roce 1955 ukončila veřejné vystupování a věnovala se nahrávání pro rozhlas a gramofonová studia (například nahrávka z roku 1958 Richard Wagner: Das Rheingold (Zlato Rýna nebo též Rýnské zlato) s dirigentem Georgem Soltim).

### Kompletní discografie
Kompletní diskografie Kirsten Flagstadové zde 